# Halliburton
A Halliburton Company é uma empresa multinacional americana de serviços à indústria de exploração e produção de petróleo, sendo uma das maiores prestadoras  de serviços para campos petrolíferos do mundo, e destacando-se também  no ramo de serviços de engenharia e construção.
Criada  em 1919, a Halliburton cresceu ao longo do século XX, mediante sucessivas aquisições de empresas. Em 2024, a corporação empregava mais de 48.000 pessoas, em mais de 70 países.

## História

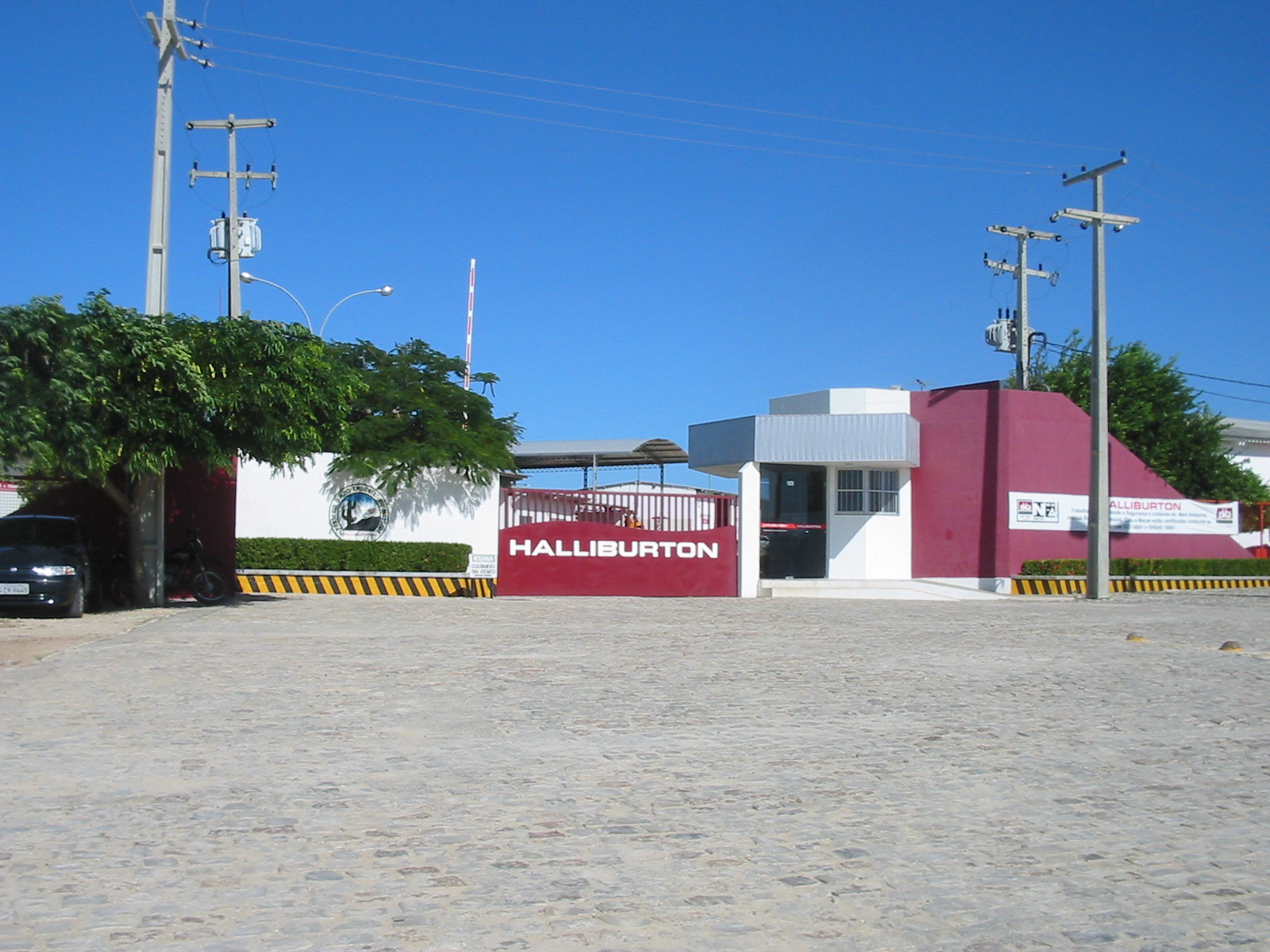
Escritório da Halliburton em Mossoró, no estado do Rio Grande do Norte, Brasil.

A empresa foi fundada em 1919, por Erle Halliburton, com o nome de New Method Oil Well Cementing Company, em Oklahoma. Em 1957 morre o fundador.
Em 1962, a Halliburton adquire a  Brown & Root, uma empresa de construção  e  engenharia, também fundada em 1919, em Dallas, no Texas, pelos irmãos George e Herman Brown, com seu meio-irmão, Dan Root. A Brown & Root atuava na construção de estradas e, em 1947, construíra a primeira plataforma petrolífera offshore do mundo. A KBR tornou-se uma importante empresa de construção de refinarias, campos petrolíferos, oleodutos e instalações químicas.
Em 1998, a Halliburton compra a Dresser Industries, empresa da Pennsylvania, fundada pelo engenheiro Solomon Dresser, no final do século XIX, e que atuava como fornecedora de serviços integrados e project management para a indústria petroquímica. Dez anos antes, em 1988, a Dresser havia comprado a M.W. Kellogg, empresa fundada em 1900, por Morris W. Kellogg, e especializada na construção de dutos para transporte  de fluidos (piping). Em 2002, a Halliburton anuncia a separação das suas empresas em dois grupos: Halliburton's Energy Services Group (o grupo de engenharia) e  KBR (Kellogg Brown and Root, o grupo de construção).
Em 5 de abril de 2007, a Halliburton comunicou a venda da sua subsidiária KBR, que era, até então, a sua unidade de contratação, engenharia e construção. A KBR havia pago subornos a altos funcionários nigerianos, entre 1994 e 2004. No âmbito de um acordo com o Departamento de Justiça dos EUA, a Halliburton concordou em pagar 382 milhões de dólares para resolver o caso.
A empresa tem estado envolvida em numerosas controvérsias, incluindo suas ligações com Dick Cheney — Secretário da Defesa dos EUA e, depois, CEO da Halliburton, de 1995 a 2000, e, finalmente, Vice-Presidente dos Estados Unidos — e com a Guerra do Iraque. Cheney deixou a Halliburton durante a campanha presidencial americana de 2000, levando um pacote de indenização no valor de 36 milhões de dólares. Em 2004, a Halliburton lhe pagou 398.548 dólares, a título de remuneração diferida, enquanto ele exercia o cargo de vice-presidente dos EUA, na forma de opções de compra de ações da companhia. No período que antecedeu a Guerra do Iraque, a Halliburton foi contemplada com um contrato de 7 bilhões de dólares, ao qual somente ela estava habilitada a concorrer.
Posteriormente, a Halliburton foi julgada corresponsável pela explosão da plataforma Deepwater Horizon e pelo desastre ambiental subsequente, no golfo do México, em 2010. Nesse caso, a Halliburton concordou em resolver as reclamações legais pendentes contra ela, mediante o pagamento de 1,1 bilhão de dólares aos litigantes. Em dezembro de 2011, a empresa foi acusada pela British Petroleum, operadora da plataforma, de ter intencionalmente suprimido provas-chave referentes ao desastre ambiental provocado pela explosão.